# 米谷町
米谷町（まいやまち）は、昭和32年（1957年）まで宮城県登米郡の北部に存在していた町。現在の登米市東和町米谷にあたる。

## 沿革
- 明治8年（1875年）10月17日 - 水沢県による村落統合により、楼台村が米谷村に編入される。
- 明治22年（1889年）4月1日 - 町村制施行にともない、米谷村単独で新制の米谷村となる。
- 明治36年（1903年）12月11日 - 町制施行し、米谷町となる
- 昭和32年（1957年）5月1日 - 日高村と合併し、東和町となる。

## 行政
| 代 | 氏名         | 就任                       | 退任                       | 備考 |
| -- | ------------ | -------------------------- | -------------------------- | ---- |
| 1  | 大場勘兵衛   | 明治22年（1889年）4月22日  | 明治23年（1890年）3月21日  |      |
| 2  | 及川信次     | 明治23年（1890年）6月2日   | 明治26年（1893年）3月21日  |      |
| 3  | 沼倉誠一     | 明治26年（1893年）7月26日  | 明治27年（1894年）4月29日  |      |
| 4  | 大場勘兵衛   | 明治27年（1894年）5月27日  | 明治31年（1898年）5月26日  |      |
| 5  | 浅野熊次郎   | 明治31年（1898年）5月27日  | 明治34年（1901年）5月17日  |      |
| 6  | 伊藤弥惣兵衛 | 明治34年（1901年）11月14日 | 明治36年（1903年）12月10日 |      |

| 代 | 氏名         | 就任                       | 退任                       | 備考         |
| -- | ------------ | -------------------------- | -------------------------- | ------------ |
| 1  | 伊藤弥惣兵衛 | 明治36年（1903年）12月11日 | 明治44年（1911年）12月31日 | 村長より留任 |
| 2  | 信夫忠直     | 明治45年（1912年）3月23日  | 大正4年（1915年）3月7日    |              |
| 3  | 佐藤甚九郎   | 大正4年（1915年）6月3日    | 大正5年（1916年）8月28日   |              |
| 4  | 伊藤弥惣兵衛 | 大正6年（1917年）4月16日   | 大正11年（1922年）12月13日 | 再任         |
| 5  | 熊谷学       | 大正12年（1923年）1月9日   | 大正15年（1926年）2月15日  |              |
| 6  | 高泉雄六郎   | 大正15年（1926年）4月20日  | 昭和9年（1934年）8月11日   |              |
| 7  | 千葉徳助     | 昭和9年（1934年）12月28日  | 昭和12年（1937年）7月28日  |              |
| 8  | 大場昇       | 昭和12年（1937年）7月29日  | 昭和15年（1940年）2月11日  |              |
| 9  | 小出郁郎     | 昭和15年（1940年）8月6日   | 昭和20年（1945年）10月16日 |              |
| 10 | 佐藤敬次郎   | 昭和20年（1945年）11月28日 | 昭和21年（1946年）11月30日 |              |
| 11 | 佐藤鶴治     | 昭和22年（1947年）4月19日  | 昭和30年（1955年）7月18日  |              |
| 12 | 高泉勝次     | 昭和30年（1955年）8月12日  | 昭和32年（1957年）4月30日  |              |